# Fractal Nova

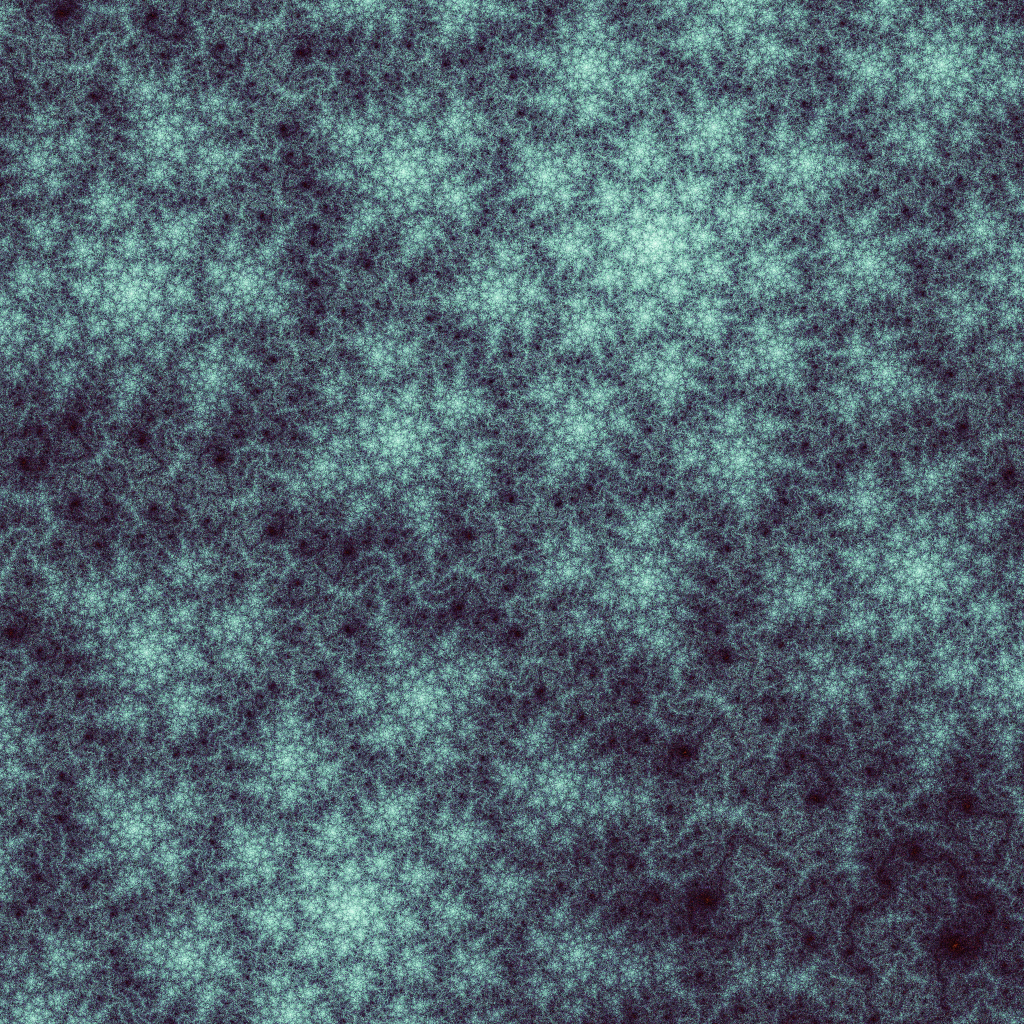
Un 129.804,49 temps de l'ampliació en el punt (-0.43608549343268, -0.102470623996602) al fractal Nova Mandelbrot amb valor inicial, exponent i relaxació.

Els fractals Nova són una família de fractals relacionats amb el fractal de Newton. Nova és una fórmula que s'implementa en la majoria de programes d'art fractal.

## Fórmula
La fórmula de Mandelbrot Nova és un cas especial generalitzat del fractal de Newton:
{\displaystyle z\mapsto z-R{\frac {z^{p}-1}{pz^{p-1}}},}
on {\displaystyle R\,} es diu que és una constant de relaxació  i {\displaystyle p\in \mathbb {C} }. Cal tenir en compte que aquesta expressió és equivalent a
{\displaystyle z\mapsto z-R{\frac {f}{f'}}\,}
per {\displaystyle f=z^{p}-1\,}, que és exactament la fórmula que descriu els fractals Newton per a un valor específic de {\displaystyle f\,}.

### Exemples

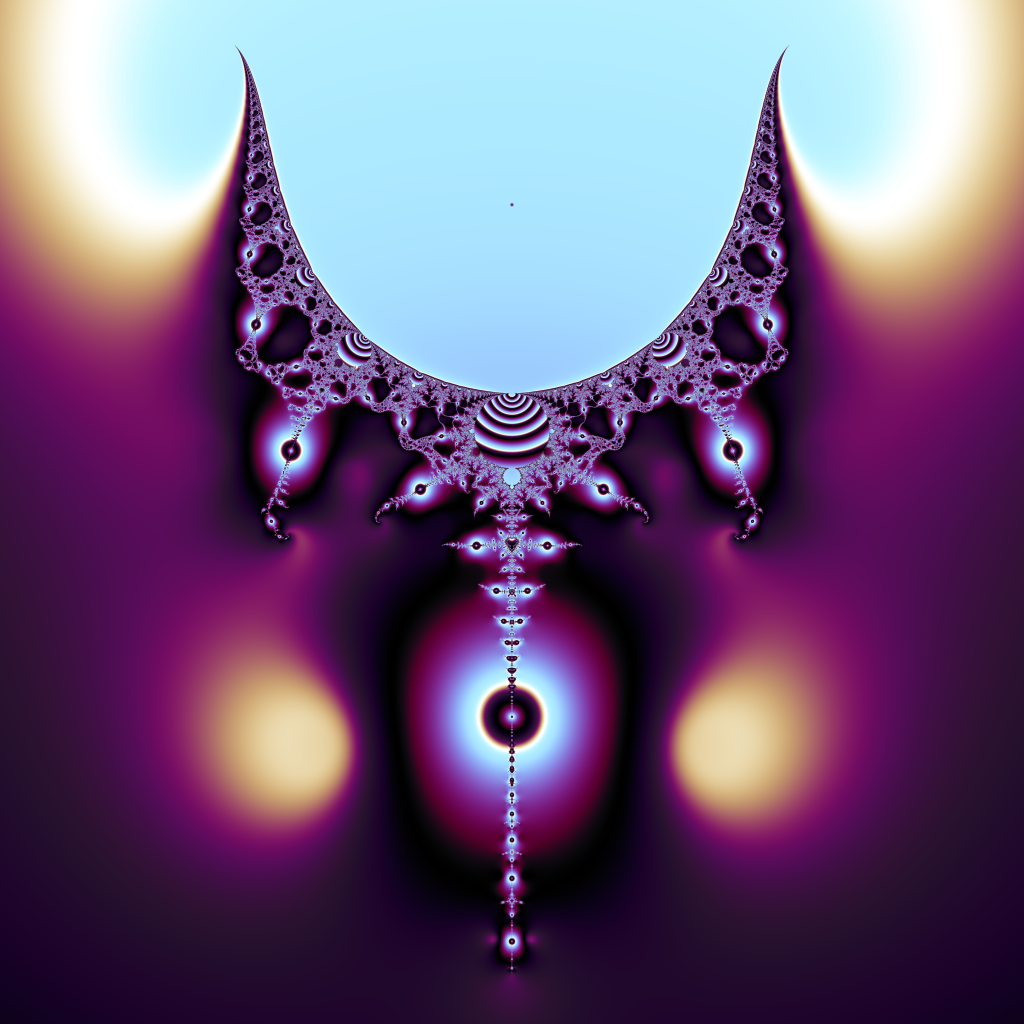
Un fractal Nova amb paràmetres per defecte
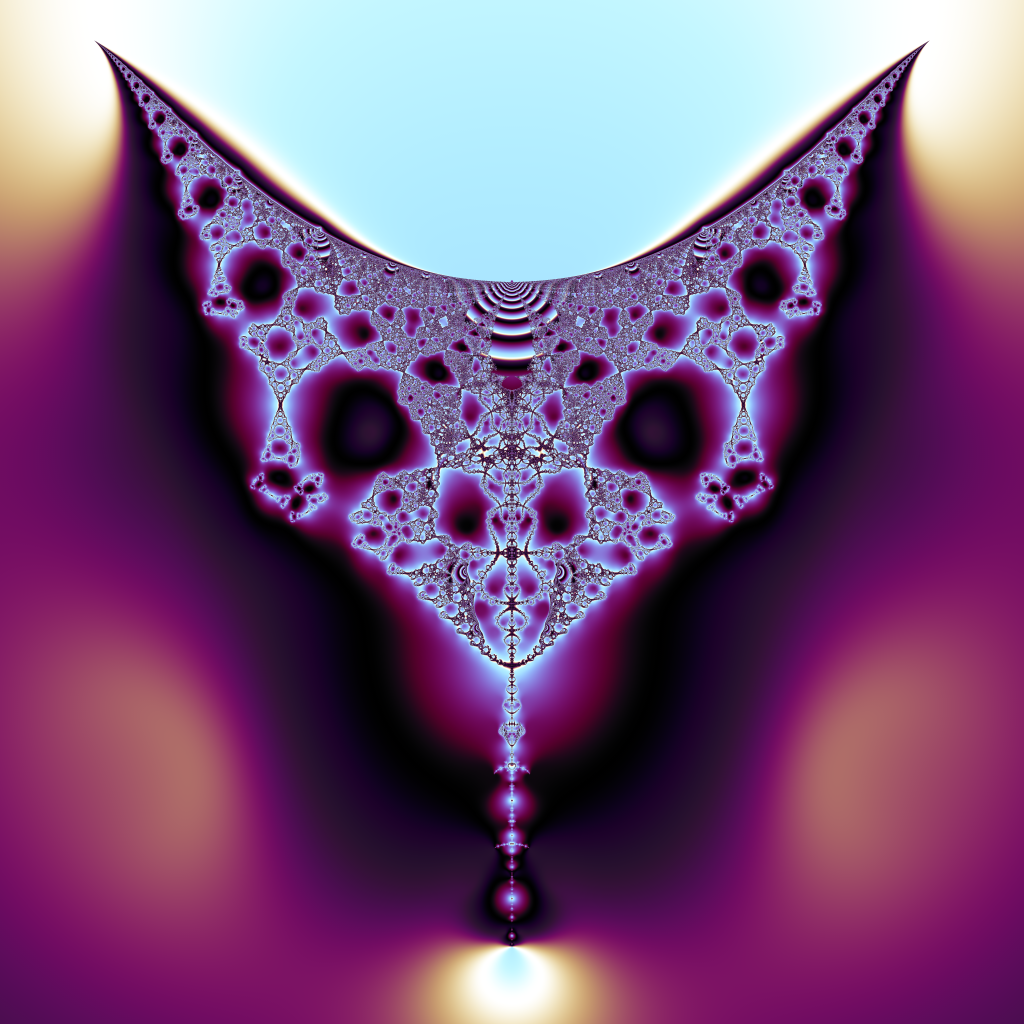
Un fractal Nova amb Re (R) = 2.0
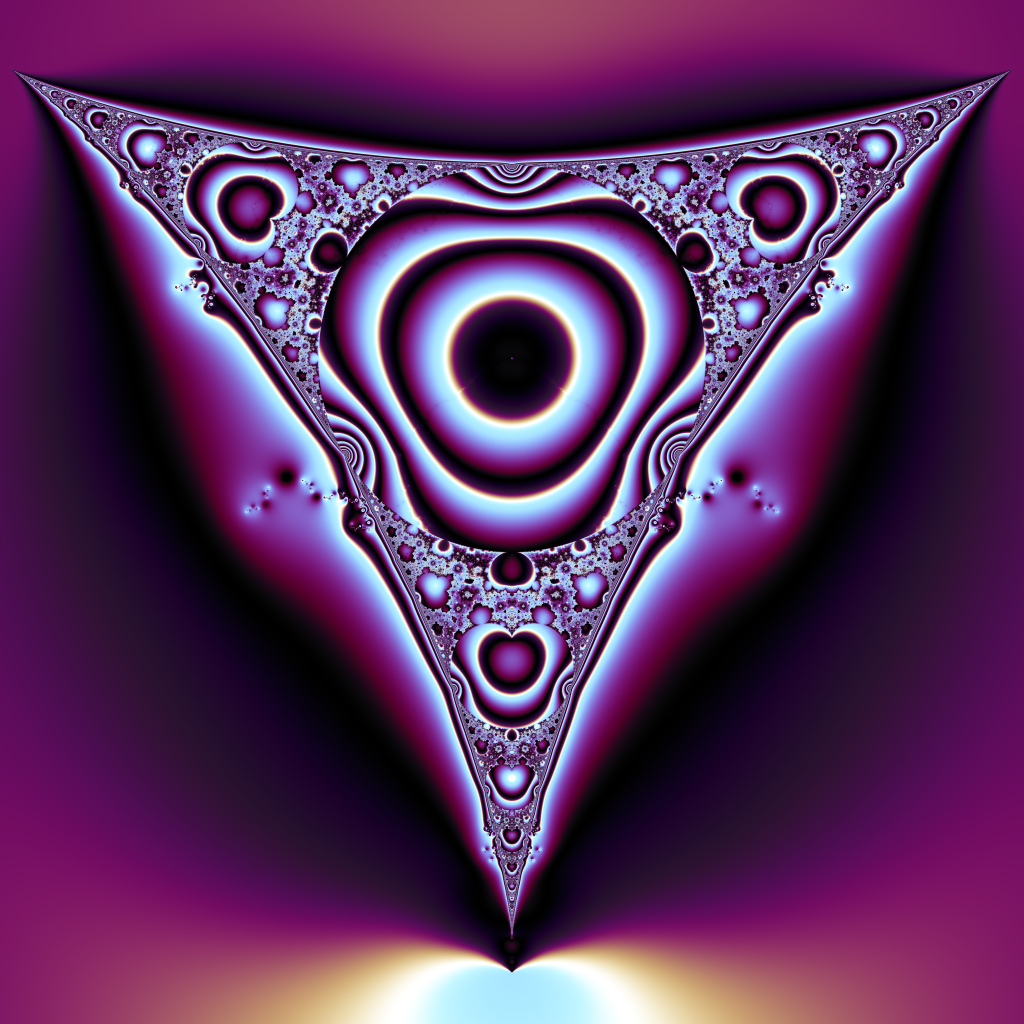
Un fractal Nova amb Re (R) = 3.0